# Oizon
Oizon est une commune française située dans le département du Cher, en région Centre-Val de Loire.

## Géographie

### Localisation
Oizon est limitrophe des communes suivantes : 

### Climat
Pour des articles plus généraux, voir Climat du Centre-Val de Loire et Climat du Cher.
En 2010, le climat de la commune est de type climat océanique dégradé des plaines du Centre et du Nord, selon une étude du CNRS s'appuyant sur une série de données couvrant la période 1971-2000. En 2020, Météo-France publie une typologie des climats de la France métropolitaine dans laquelle la commune est exposée à un climat océanique altéré et est dans la région climatique  Centre et contreforts nord du Massif Central, caractérisée par un air sec en été et un bon ensoleillement. 
Pour la période 1971-2000, la température annuelle moyenne est de 10,9 °C, avec une amplitude thermique annuelle de 15,6 °C. Le cumul annuel moyen de précipitations est de 809 mm, avec 11,9 jours de précipitations en janvier et 7,6 jours en juillet. Pour la période 1991-2020, la température moyenne annuelle observée sur la station météorologique la plus proche, située sur la commune d'Aubigny-sur-Nère à 6 km à vol d'oiseau, est de 11,6 °C et le cumul annuel moyen de précipitations est de 789,1 mm,. Pour l'avenir, les paramètres climatiques de la commune estimés pour 2050 selon différents scénarios d'émission de gaz à effet de serre sont consultables sur un site dédié publié par Météo-France en novembre 2022.

## Urbanisme

### Typologie
Au 1er janvier 2024, Oizon est catégorisée commune rurale à habitat dispersé, selon la nouvelle grille communale de densité à 7 niveaux définie par l'Insee en 2022.
Elle est située hors unité urbaine. Par ailleurs la commune fait partie de l'aire d'attraction d'Aubigny-sur-Nère, dont elle est une commune de la couronne,. Cette aire, qui regroupe 16 communes, est catégorisée dans les aires de moins de 50 000 habitants,.

### Occupation des sols
L'occupation des sols de la commune, telle qu'elle ressort de la base de données européenne d’occupation biophysique des sols Corine Land Cover (CLC), est marquée par l'importance des territoires agricoles (78 % en 2018), une proportion sensiblement équivalente à celle de 1990 (77,5 %). La répartition détaillée en 2018 est la suivante : 
terres arables (63,1 %), forêts (20,2 %), prairies (12,2 %), zones agricoles hétérogènes (2,6 %), eaux continentales (1,2 %), zones urbanisées (0,7 %).
L'évolution de l’occupation des sols de la commune et de ses infrastructures peut être observée sur les différentes représentations cartographiques du territoire : la carte de Cassini (XVIIIe siècle), la carte d'état-major (1820-1866) et les cartes ou photos aériennes de l'IGN pour la période actuelle (1950 à aujourd'hui).

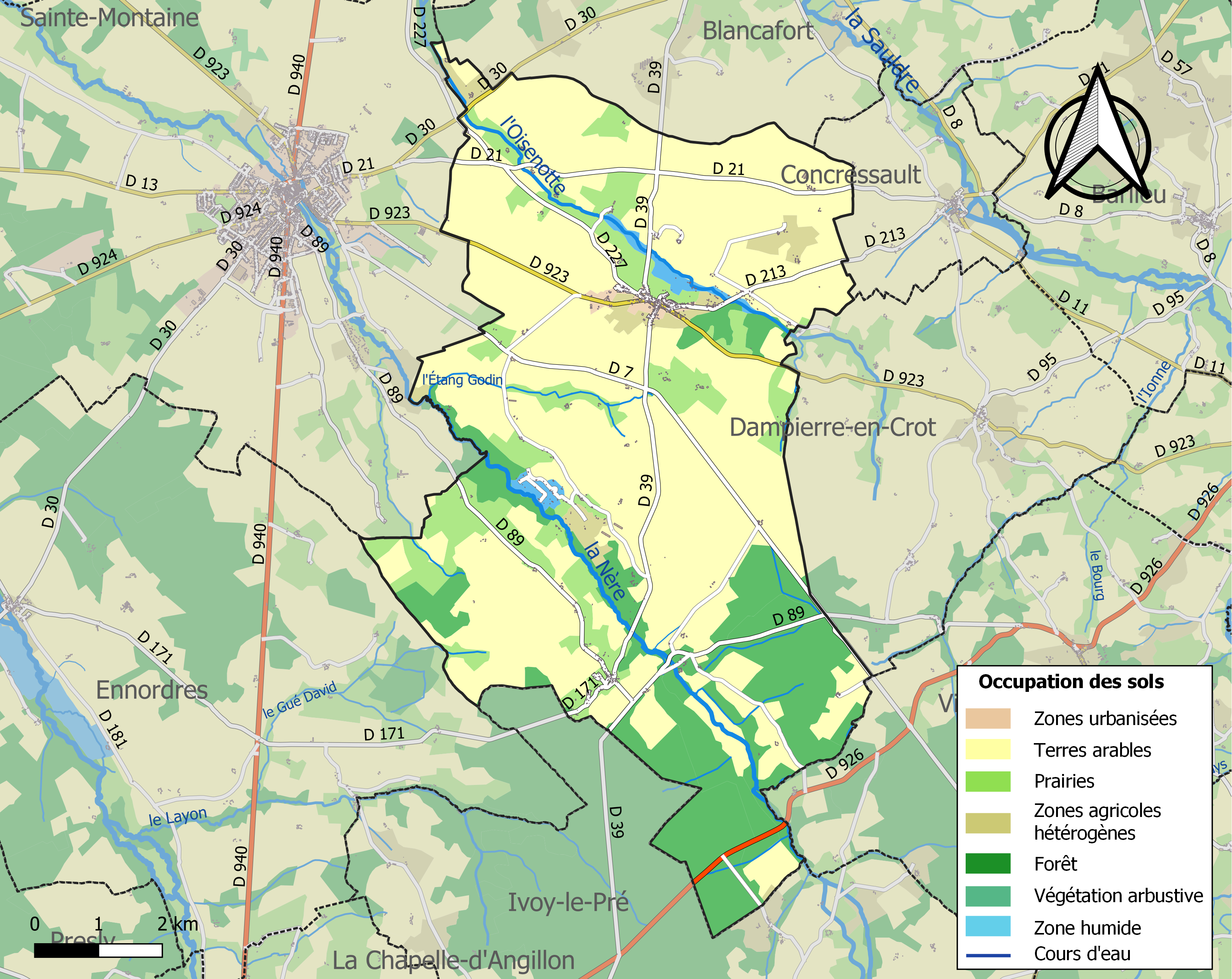
Carte des infrastructures et de l'occupation des sols de la commune en 2018 (CLC).

### Risques majeurs
Le territoire de la commune d'Oizon est vulnérable à différents aléas naturels : météorologiques (tempête, orage, neige, grand froid, canicule ou sécheresse) et séisme (sismicité très faible). Un site publié par le BRGM permet d'évaluer simplement et rapidement les risques d'un bien localisé soit par son adresse soit par le numéro de sa parcelle.

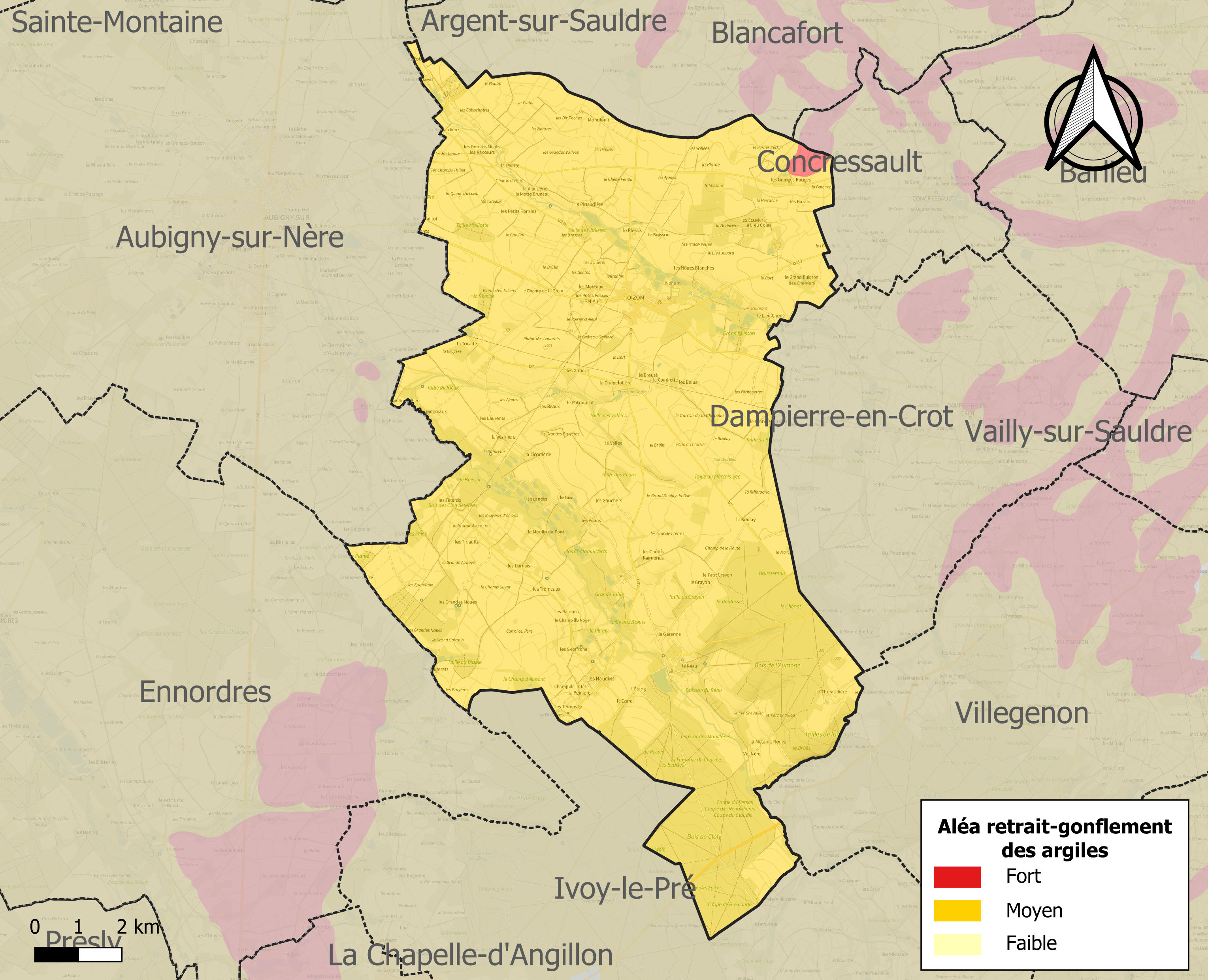
Carte des zones d'aléa retrait-gonflement des sols argileux d'Oizon.

Le retrait-gonflement des sols argileux est susceptible d'engendrer des dommages importants aux bâtiments en cas d’alternance de périodes de sécheresse et de pluie. La totalité de la commune est en aléa moyen ou fort (90 % au niveau départemental et 48,5 % au niveau national). Sur les 454 bâtiments dénombrés sur la commune en 2019, 454 sont en aléa moyen ou fort, soit 100 %, à comparer aux 83 % au niveau départemental et 54 % au niveau national. Une cartographie de l'exposition du territoire national au retrait gonflement des sols argileux est disponible sur le site du BRGM,.
Concernant les mouvements de terrains, la commune a été reconnue en état de catastrophe naturelle au titre des dommages causés par la sécheresse en 2018 et par des mouvements de terrain en 1999.

## Politique et administration

### Liste de suivi
| Période                                  | Période     | Identité               | Étiquette   | Qualité |
| ---------------------------------------- | ----------- | ---------------------- | ----------- | --- |
| Les données manquantes sont à compléter. |             |                        |             | |
| 1900                                     | 1929        | Comte Louis de Vogüé   | URD         | Propriétaire terrien et industriel Conseiller général du canton d'Aubigny-sur-Nère (1911-1940) Propriétaire du château de La Verrerie |
| Les données manquantes sont à compléter. |             |                        |             | |
| 1953                                     | 1998        | Comte Antoine de Vogüé | RI puis UDF | Conseiller général du canton d'Aubigny-sur-Nère (1964-1998) Propriétaire du château de La Verrerie                                    |
| mars 2001                                | mars 2008   | Daniel Godon           |             | |
| mars 2008                                | 9 juin 2010 | Patrick Prioux         | DVD         | |
| 4 juillet 2010                           | mai 2020    | Comte Béraud de Vogüé, | DVD         | Commerçant Propriétaire du château de La Verrerie                                                                                     |
| mai 2020                                 | En cours    | Jean-Marc Ruiz,        |             | |

### Politique environnementale
Dans son palmarès 2016, le Conseil National des Villes et Villages Fleuris de France a attribué une fleur à la commune au Concours des villes et villages fleuris.

## Démographie
L'évolution du nombre d'habitants est connue à travers les recensements de la population effectués dans la commune depuis 1793. Pour les communes de moins de 10 000 habitants, une enquête de recensement portant sur toute la population est réalisée tous les cinq ans, les populations de référence des années intermédiaires étant quant à elles estimées par interpolation ou extrapolation. Pour la commune, le premier recensement exhaustif entrant dans le cadre du nouveau dispositif a été réalisé en 2006.

En 2022, la commune comptait 667 habitants, en évolution de −1,48 % par rapport à 2016 (Cher : −2,48 %, France hors Mayotte : +2,11 %).
| 1793 | 1800 | 1806 | 1821  | 1831 | 1836 | 1841 | 1846  | 1851  |
| ---- | ---- | ---- | ----- | ---- | ---- | ---- | ----- | ----- |
| 806  | 806  | 633  | 1 136 | 867  | 984  | 959  | 1 050 | 1 055 |

| 1856  | 1861  | 1866  | 1872  | 1876  | 1881  | 1886  | 1891  | 1896  |
| ----- | ----- | ----- | ----- | ----- | ----- | ----- | ----- | ----- |
| 1 051 | 1 023 | 1 069 | 1 031 | 1 101 | 1 179 | 1 250 | 1 282 | 1 263 |

| 1901  | 1906  | 1911  | 1921  | 1926  | 1931  | 1936  | 1946 | 1954 |
| ----- | ----- | ----- | ----- | ----- | ----- | ----- | ---- | ---- |
| 1 256 | 1 207 | 1 203 | 1 081 | 1 017 | 1 006 | 1 002 | 963  | 885  |

| 1962 | 1968 | 1975 | 1982 | 1990 | 1999 | 2006 | 2011 | 2016 |
| ---- | ---- | ---- | ---- | ---- | ---- | ---- | ---- | ---- |
| 806  | 701  | 660  | 725  | 776  | 752  | 734  | 707  | 677  |

| 2021 | 2022 | - | - | - | - | - | - | - |
| ---- | ---- | - | - | - | - | - | - | - |
| 667  | 667  | - | - | - | - | - | - | - |

## Culture locale et patrimoine

### Lieux et monuments
- Château de la Verrerie, style Renaissance italienne, inscrit à l'inventaire supplémentaire des Monuments historiques depuis 1926[23].
- Église Saint-Martial du XIIe siècle.
- Moulin du pont.
- Monument aux morts.
- Monument aux vivants.
- Ferme de la mère Marguerite.

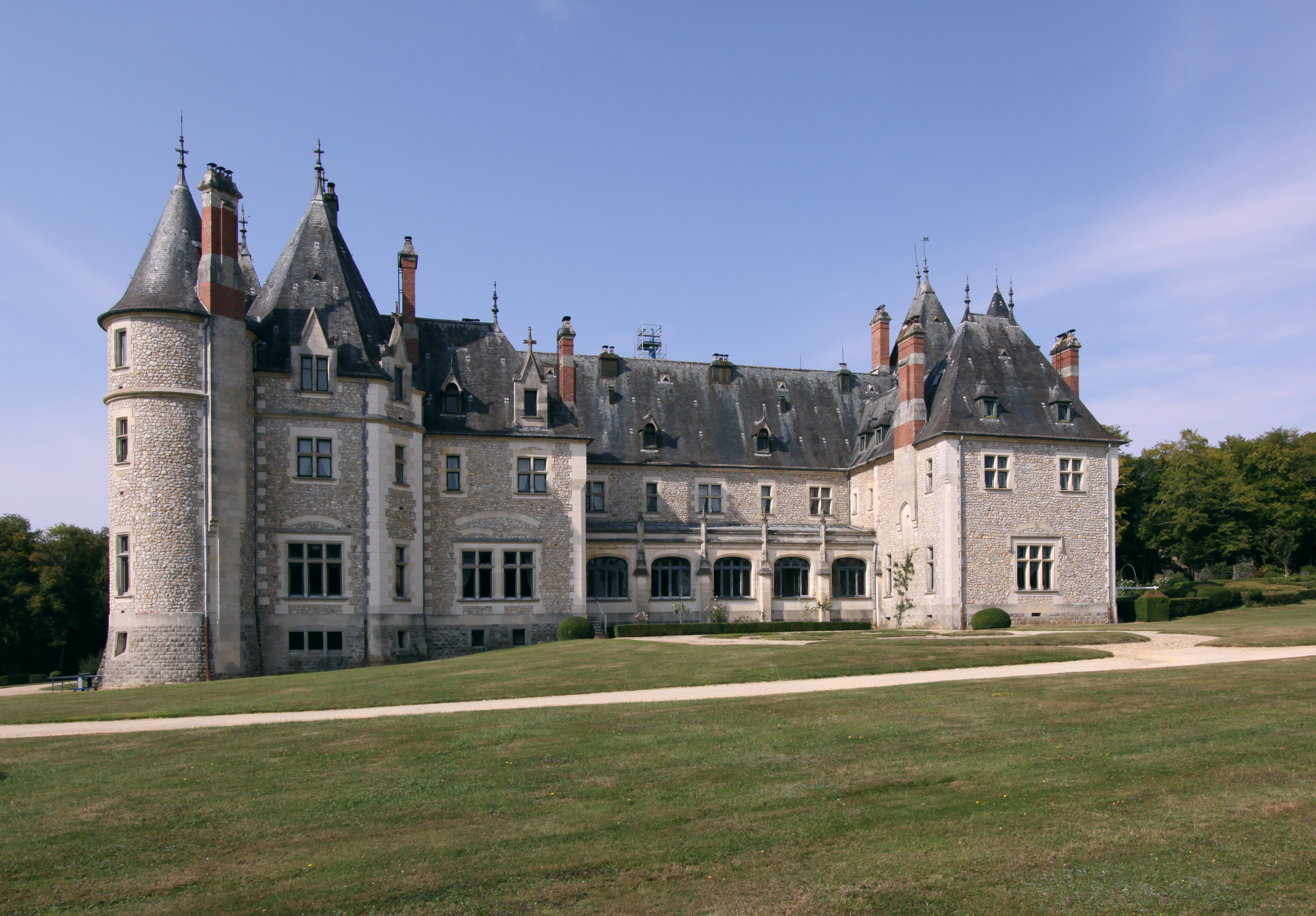
Château de la Verrerie.
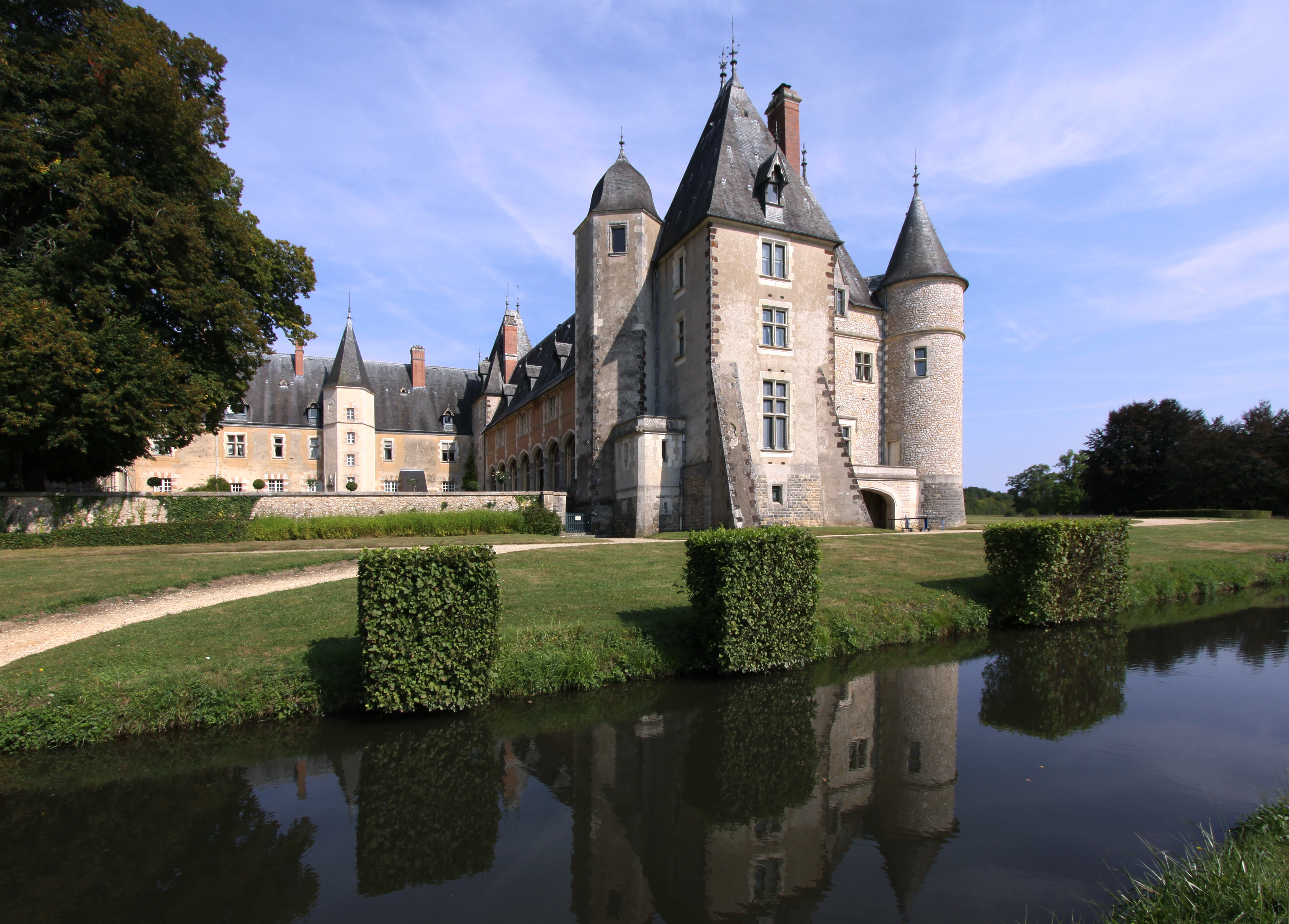
Château vu de l'étang.

### Personnalités liées à la commune
- Eugène-Melchior de Vogüé, membre de l'Académie française, diplomate et propriétaire du château de la Verrerie.
- Antoine de Vogüé, résistant, homme politique et propriétaire du château de la Verrerie.

### Cadre de vie
- Ville fleurie : une fleur a été attribuée à Oizon par le Conseil National des Villes et Villages Fleuris de France au Concours des villes et villages fleuris.